# فران إستيفيه
فران إستيفيه (بالإسبانية: Fran Estévez)‏ هو مخرج إسباني، ولد في 11 أبريل 1980 في منطقة غاليسيا في إسبانيا.

## وصلات خارجية
- فران إستيفيه على موقع IMDb (الإنجليزية)
- فران إستيفيه على موقع كينوبويسك (الروسية)